# Абов
А́бов (словац. Abov, венг. Abaúj) — историческая область Словакии и Венгрии. Располагается вокруг словацкого города Кошице и на севере венгерского мёдье Боршод-Абауй-Земплен.

## География
Абов располагается в долине реки Горнад между словацкими Кошицами и венгерским Мишкольцем. Абов трижды был административно соединён с Турнянским комитатом: в 1786—1790, 1848—1859 и 1881—1918 годах.

## Административный центр
Первым центром Абовского комитата была крепость Абауйвар (ныне деревня в Венгрии), которая получила своё имя в честь короля Самуила Абы. С 1262 года — Форро, с XVI века — Гёнц, в середине XVII века центром стал Кошице.

## Музей
В селе Форро, Северная Венгрия, находится Музей Абовы.